# Municipio de Copala
El municipio de Copala es uno de los 85 municipios del estado de Guerrero, en el sur de México. Forma parte de la región de la Costa Chica de dicha entidad, su cabecera es la población de Copala.

## Toponimia
El nombre proviene del náhuatl: Copala(n), que se compone de "Kopalli", «Incienso» o «Copal», y "la(n)", «desinencia que expresa la plenitud del ser que denota la cosa de lugar», y significa "Lugar donde abunda el incienso o Lugar donde abunda el copal". 

## Escudo
El significado del logotipo del municipio de Copala es: una rama de copal, que representa el nombre del municipio y cabecera; dos palmeras de cocoteros que representa su potencial; un pez vela y un barco en el mar que representa una de las actividades de este municipio; la puesta del Sol, al centro la edificación del palacio municipal como sede de los poderes del municipio; cuatro cerros o elevaciones que representan las partes más altas del territorio; el puente en el río sobre dos manos que representan las actividades productivas más importantes.

## Localización
Pertenece a la región de la Costa Chica, se localiza al sureste del estado de Guerrero, enclavado en los márgenes del río de su mismo nombre y del océano Pacífico, sobre la carretera Acapulco-Pinotepa Nacional, Oax., a 117 km del puerto de Acapulco.
Se encuentra en las coordenadas geográficas son de 16º30´ latitud norte y 98º0´ longitud oeste.

### Límites municipales
Tiene límites administrativos con los siguientes municipios y/o accidentes geográficos, según su ubicación:
|                             | Norte: Cuautepec     | Nordeste: San Luis Acatlán |
| Oeste: Florencio Villarreal |                      | Este: Marquelia            |
|                             | Sur: Océano Pacífico |                            |

## Reseña Histórica
Los testimonios más antiguos de asentamientos humanos en Copala se refieren a unos objetos de barro y de piedra con figuras de rostros humanos y de animales, que se encuentran en la zona arqueológica del lugar conocido como Las "Comadres" y El "Zapatero" descubiertos recientemente, pertenecientes a la cultura de los Yopis-Amuzgos.
Con esto se llega a la conclusión de que fue habitado desde antes de la conquista española por grupos indígenas, por las vertientes norte y occidente.
Antiguamente el territorio que hoy pertenece al municipio de Copala; perteneció a la provincia de Ayacaxtla creada por el reino de Yopilzingo, la cual fue conquistada por el emperador azteca Moctezuma Ilhuicamina en 1457, mucho después por Ahuizol en 1494 y, finalmente, por Cuitláhuac en 1504 y 1507 llevando una serie de rebeliones, esto demuestra que en el territorio de Ayacaxtla los aztecas no ejercieron un dominio total, con lo cual pasó a formar parte de la provincia tributaria de Igualtepec, una de las siete provincias surianas en que dividieron los aztecas a la región de Costa Chica.

### Conquista Española de la Provincia de Ayacaxtla
En 1520, Hernán Cortés apresó al emperador Moctezuma, quien confesó que la mayor tributación provenía de los pueblos del sur, el conquistador quien ordenó las primeras expediciones de la conquista del territorio de Ayacaxtla, cuyo territorio cayó en poder de los españoles en el año de 1522, al mando del temible capitán Pedro de Alvarado, quien logró someter a los pobladores y le cambió el nombre a Provincia de Jalapa.

### Régimen Colonial Provincia de Jalapa
Después de establecido el control y dominio en la provincia de Jalapa, en 1524 Hernán Cortés inició el repartimiento de tierras a indígenas a través de la encomienda, siendo Copala encomienda de la corona española o encomienda de su majestad, queriendo decir con ello que pasaba a ser usufructo directo del reino de España, y no de los soldados conquistadores, como ocurrió con otros municipios que pasaron a manos de los lugartenientes de Hernán Cortés, a lo largo del virreinato mexicano, Copala junto con la parte oriental de la Costa Chica guerrerense perteneció al estado de Puebla hasta la creación del nuevo estado de Guerrero.
En 1533 se estableció la institución de alcaldías mayores, estas fueron un medio a través del cual la Corona pretendió ejercer la vigilancia sobre las encomiendas, a fin de restringir su poderío desmedido perteneciendo Copala a la alcaldía de Ometepec.
En 1786, las alcaldías mayores fueron sustituidas por el sistema administrativo de intendencias, de tal forma que las alcaldías se convirtieron en partidos, perteneciendo el pueblo de Copala al partido de Ometepec, que a su vez dependía de la intendencia de Puebla y al obispado de Tlaxcala y de Chilapa.
En 1821 Agustín de Iturbide crea la Capitanía General del sur, instalando su cuartel en Chilapa y después en Tixtla, al establecerse la República general en 1824. Copala pertenecía al estado de Puebla y al distrito de Tlapa del mismo estado en 1847.

## Sociedad

### Gastronomía
La alimentación que tienen los habitantes de este municipio consiste en pescado, carne, frijol, arroz y maíz, longaniza con plátano, caldo de panza con plátano de barbacoa y pescado con arroz.

### Tradiciones
Las celebraciones más importantes son la del Santo Patrón del pueblo, San Juan Bautista el 24 de junio, la fiesta del Sr. Santiago el 25 de julio, el 12 de diciembre la virgen de Guadalupe, el nacimiento del niño Jesús, Navidad y año nuevo, el día del carnaval, en esta fiesta hacen una enramada en el centro de la población, en donde las señoras y señoritas se arman de rifles y todas las personas que pasan y ven dentro de sus hogares las traen amarradas y apuntándoles con las armas las ponen a bailar con la música tradicional del chile frito y si no quieren bailar, de multa dan un cartón de cerveza.

### Grupos étnicos
Se cuenta con la existencia de 175 habitantes indígenas, pertenecientes principalmente a los tlapanecos y popolocas.

## Demografía

### Localidades
En el censo de 2020 el municipio de Copala contaba con 35 localidades.
| Código INEGI      | Localidad         | Población (2020) |
| ----------------- | ----------------- | ---------------- |
| 120180001         | Copala            | 6 839            |
| 120180020         | Ojo de Agua       | 1 594            |
| Otras localidades | Otras localidades | 6 030            |
| Total municipal   | Total municipal   | 14 463           |

## Turismo
Los atractivos de mayor afluencia son playa Ventura, playa Casa de Piedra y la laguna de Copala, las cuales son visitadas por turistas estatales, nacionales e internacionales. Plaza central de Copala.

## Gobierno
La administración pública municipal es dirigida por un presidente municipal que es de elección popular.

### Presidentes Municipal
| Presidente Municipal              | Período de Gobierno |
| --------------------------------- | ------------------- |
| Dr. Arturo Bibiano Guerrero       | 1987-1990           |
| Ing. Pablo César Clemente Tenorio | 1990-1993           |
| Dr. Arturo Bibiano Guerrero       | 1994-1997           |
| Ing. Pablo César Clemente Tenorio | 1997-1999           |
| Luis Javier González Guerrero     | 1999-2002           |
| Oscar Bonilla Pérez               | 2002-2005           |
| Gonzálo Gallardo García           | 2006-2008           |
| Carlos Alberto Guerrero Tejada    | 2009-2011           |
| Sadot Bello García (+)            | 2012-2015           |
| Nazario Damian Céspedes (+)       | 2015-2018           |
| Guadalupe García Villalva         | 2018-2021           |
| Guadalupe García Villalva         | 2021-2024           |

## Infraestructura

### Educación
En 1990, la población alfabeta era de 3,983 habitantes y la analfabeta de 1,796 habitantes, esto con respecto al total de la población de 15 años y más.
En el ciclo escolar 1998-1999, de acuerdo al Anuario Estadístico del Estado de Guerrero, el municipio tenía un total de 49 escuelas y 186 profesores distribuidos.

### Salud
La población cuenta con Servicios Estatales de Salud, ubicados uno en la cabecera municipal, otro en Atrixco y uno más en Las Salinas.

### Abasto
Cuenta con un mercado municipal, un tianguis comercial, varios negocios como centros comerciales, misceláneas, tienda de ropas, ferreterías, farmacias y casas comerciales de productos del campo.

### Deporte
La actividad deportiva está dominada por el básquetbol, fútbol y voleibol, que son los deportes que más practica la juventud, por lo cual la mayoría de las comunidades cuentan con canchas. De entre las que se pueden contar 9 canchas de fútbol y 15 canchas de básquetbol.

### Vivienda
De acuerdo al XII Censo General de Población y Vivienda 2000 efectuado por el INEGI, el municipio cuenta al 2000 con 2,743 viviendas ocupadas de las cuales 2,463 disponen de agua potable, 1,067 cuentan con drenaje y 2,537 cuentan con energía eléctrica, representando 89.8%, 38.9% y 92.5% respectivamente.
De acuerdo al régimen de propiedad el 89.9% del total de viviendas es propia y el 10.1% rentadas.
Con relación a los asentamientos humanos representa las siguientes características: el 40.28% son de adobe, el 58.15% de cemento, el 0.77% de madera o asbesto y 0.80% no especificado.

### Vías de Comunicación
La principal vía de comunicación en la carretera costera del pacífico Acapulco-Pinotepa Nacional Oaxaca y algunas otras como las de terracerias de la Peñas, Mata de Mangle, Atrixco, Campanillas, El Papayo, Bocana del Tecolote y las pavimentadas como Playa Ventura y las Salinas.

## Actividades Económicas

### Agricultura
Los principales productos que se cultivan son: Coco, plátano, maíz, fríjol, chile, jitomate, tomate, sandia,  tabaco, jamaica, papaya, caña, calabaza, cacao, toronja, ciruela, zapote, tamarindo, mango, nanche,, y se cuenta con maquinaria como tractores, insumos agrícolas, fertilizantes, equipo de bombas.

### Ganadería
La población se dedica a la cría de ganado vacuno como el suizo para obtener leche y carne, otras razas como holandés, charolay yerci, cebú y también la cría de ganado caballar, cabrío, borregos, peliguey, asnal, porcino, etc. La comercialización se hace local y regional.

### Industria
El municipio cuenta con una planta industrial secadora de coco, así como también un centro de investigación de coco híbrido “la impulsora Guerrerense del cocotero”.

### Comercio
Cuenta con un mercado municipal el cual le sirve como fuente de ingreso en la economía, los productos que se cultivan en esta región se venden en el mercado.
Cuenta también con algunas casas comerciales, tiendas de ropa, muebles, calzado, alimentos, ferretería, materiales para la construcción, papelería, etc.

### Servicios
Cuenta con algunas casas de huéspedes y restaurantes, existen varios centros nocturnos y se carece de agencias de viajes, arrendamientos de autos, transporte turístico, asistencia profesional, etc.

## Clima
Copala se caracteriza por tener un clima tropical de tipo cálido subhúmedo de los meses más calurosos abril, mayo, junio, julio y agosto, principalmente cuando son escasas las lluvias, la temperatura más alta es de 36 °C y la más baja de 26 °C, ésta se presenta en los meses de diciembre, enero y febrero. El clima caluroso especialmente en abril, mayo y junio, es subhúmedo por la brisa de mar. La temperatura promedio anual es de 27 °C.

## Orografía
El relieve está constituido por dos tipos de zonas: Planas que abarcan el 90% de superficie formada por lomeríos con pendientes mínimos localizándose en casi todo el municipio y las zonas accidentadas compuestas por 10% del territorio. La altura sobre el nivel del mar oscila entre los 50 y 200 metros.

## Hidrografía
La integra principalmente el río Copala que nace en la pequeña sierra de Coapinola y desemboca en el punto denominado la Barra o Bordo Blanco, éste sirve como fuente de irrigación en los meses de lluvia y es el que le da fertilidad a los terrenos del bajío, en los meses de junio julio, agosto y septiembre este río es el más importante, y pasa a escasos 700 metros de distancia de la población de Copala.
A este río se le unen varios arroyos que alimentan a la corrientes principales; el río Marquelia, las lagunas de las peñas, los canales corredizos o charcos de los draguitos, zacatón, canales de la puente, la desembocadura del río que forma la barra al océano Pacífico, la laguna de Las Salinas, el charco Crucino, el arroyo el Carrizo, el canal de Mata de Mangle, la Bocana, Santa Rosa, Candelilla, la laguna de Chautengo y los canales la Fortuna.

## Principales Ecosistemas

### Flora
Dentro de la vegetación silvestre encontramos principalmente: Ocote, guamuchil, chirimoyo, cocoteros, platanares, amates, espinos y manglares; se encuentran plantas de ornato como: Bugambilias, rosas, nochebuena, tulipanes, teresitas, pascuas, chinos, copa de oro y crotos. También encontramos plantas tradicionales como: coyotomate, bejuco amargo, cacahuananche, zuzuca, palo de golpe y cuachalalate entre otras.

### Fauna
Entre los animales silvestres se encuentran: Conejos, tejón, iguana, armadillo, chachalaca, tlacuache, zorrillo, ardilla, venado, jabalí, mapache y onza. También existen animales venenosos para el hombre como son: alacranes, arañas, víboras, escorpiones, sapos; también hay aves silvestres como: calandrias, jilgueros, tórtolas, zopilotes, golondrinas, palomas, entre otros.

### Fauna marina y acuática
Se encuentran tortugas, garapachos, variedad de especies en el océano y agua dulce como róbalo, pargo, guachinango, mojarra, lisa, cuatete, charras, bagre, barrilete, langosta, pulpo, cazón, ostión, cabeza de hacha, almeja, jaiba, camarón, sirique, almiche, charchina cabezada, carpa etc. También encontramos lagartos, tiburones, tintorera etc.

## Recursos naturales
Sus principales recursos naturales son su flora y su fauna que es muy variada, así como sus recursos hidrológicos entre los que se encuentran sus ríos, arroyos y lagos, asimismo los suelos del municipio son muy aptos para el desarrollo de la agricultura y ganadería, pero principalmente los recursos provenientes de sus playas y su mar abierto.

## Suelo
Los tipos de suelos que presentan son el chernozem o negro, aptos para la agricultura y estepa praire con descalcificación, benéficos para la explotación ganadera, además cuentan con suelos que contienen materia orgánica de color oscuro amarillento para uso agrícola.